# 椿島 (陸前高田市)

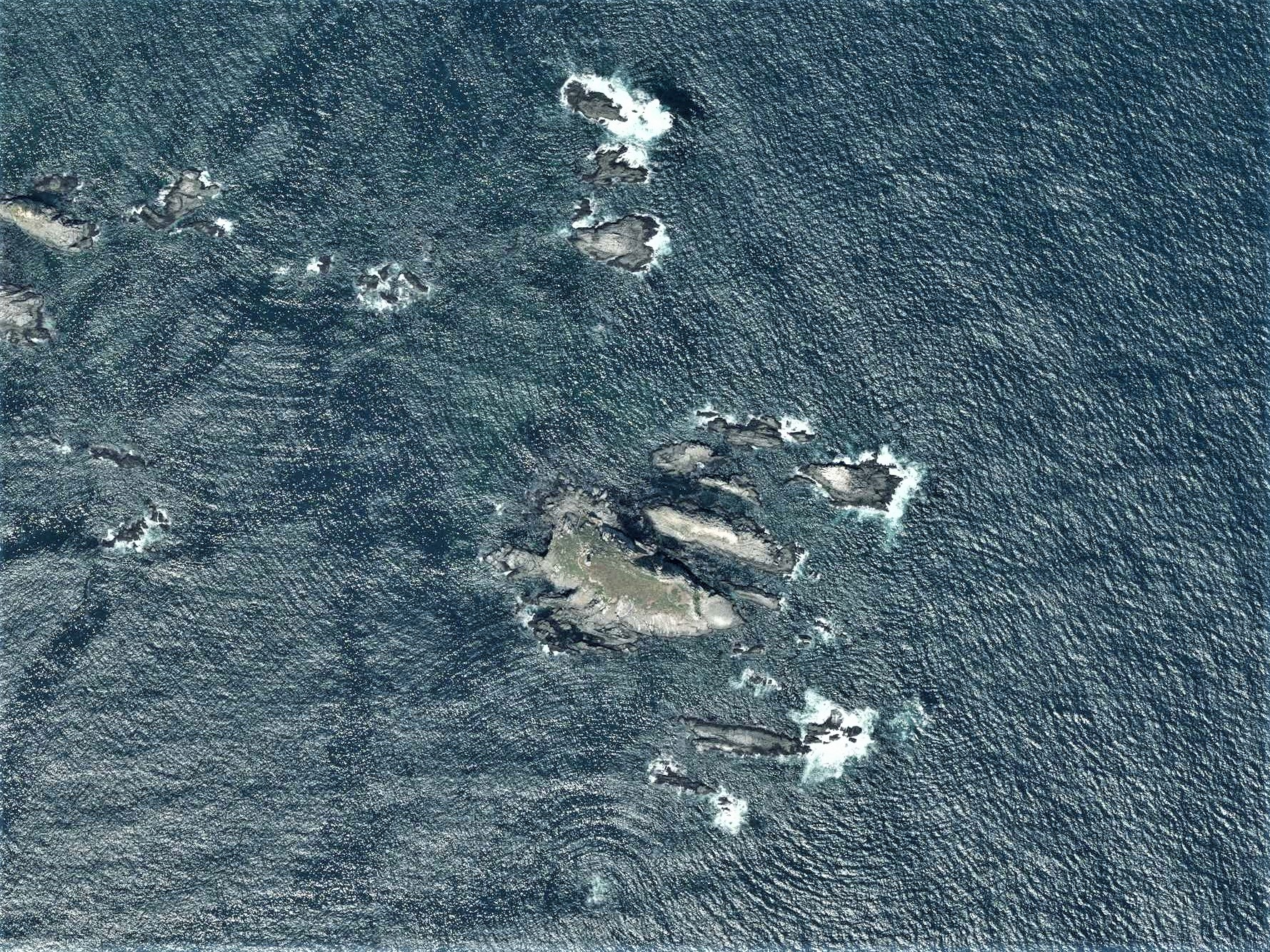
椿島の空中写真。
2019年4月22日撮影。
。

椿島（つばきしま）は、岩手県陸前高田市広田半島の約1キロメートル沖の太平洋上に存在する島である。

## 概要
花崗岩でできた無人島で、面積約22.4ヘクタール。名称の通りかつてはヤブツバキが生育していたが、現在は枯死し、草本類が少数生育するのみである。現在は数千羽のウミネコと少数のゴイサギの繁殖が確認されており、ウトウ、ケイマフリ等も繁殖していた。1934年（昭和9年）12月28日に、青松島と共に国の天然記念物「椿島ウミネコ繁殖地」に、1962年（昭和37年）に岩手県指定鳥獣保護区「陸前高田市椿島・青松島」に指定された（面積2ヘクタール、全域が特別保護地区）。島内には、航路標識の陸前椿島灯台が設置されている。

## 所在地
- 緯度経度：北緯38度55分58秒、東経141度43分15秒
- 郵便番号：029-2208
- 住所：岩手県陸前高田市広田町集